# Laître-sous-Amance
Laître-sous-Amance est une commune française située dans le département de Meurthe-et-Moselle, en Lorraine, dans la région administrative Grand Est.

## Géographie
| Bouxières-aux-Chênes  | Amance             |              |
| Dommartin-sous-Amance | Laître-sous-Amance | Laneuvelotte |
|                       | Seichamps          |              |

### Hydrographie
La commune est dans le bassin versant du Rhin au sein du bassin Rhin-Meuse. Elle est drainée par l'Amezule et le ruisseau des Étangs,.
L'Amezule, d'une longueur de 19 km, prend sa source dans la commune de Erbéviller-sur-Amezule et se jette  dans la Meurthe à Champigneulles, après avoir traversé douze communes.

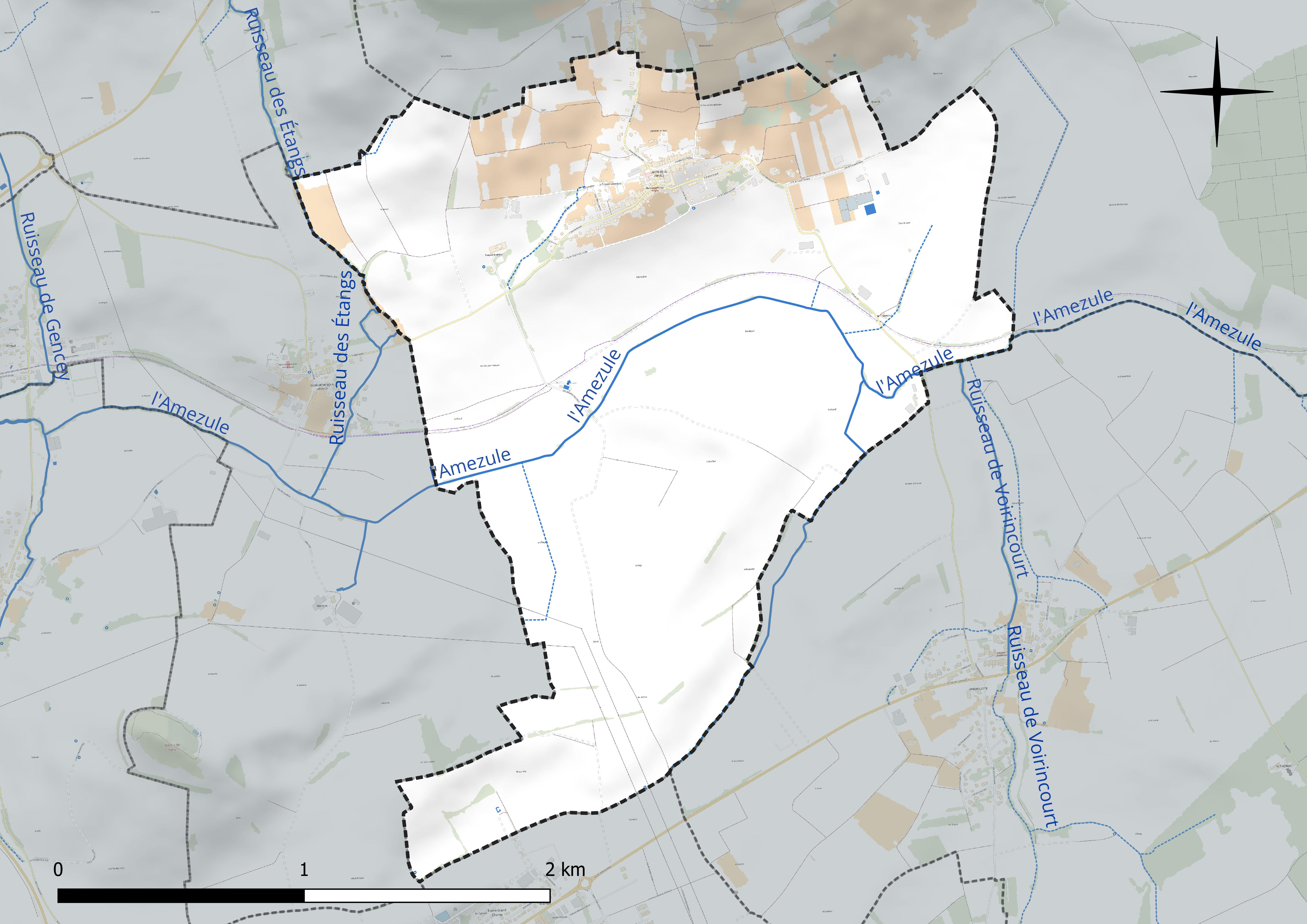
Réseau hydrographique de Laître-sous-Amance.

### Climat
Pour des articles plus généraux, voir Climat du Grand Est et Climat de Meurthe-et-Moselle.
En 2010, le climat de la commune est de type climat des marges montargnardes, selon une étude du Centre national de la recherche scientifique s'appuyant sur une série de données couvrant la période 1971-2000. En 2020, Météo-France publie une typologie des climats de la France métropolitaine dans laquelle la commune est exposée à un climat semi-continental et est dans la région climatique  Lorraine, plateau de Langres, Morvan, caractérisée par un hiver rude (1,5 °C), des vents modérés et des brouillards fréquents en automne et hiver.
Pour la période 1971-2000, la température annuelle moyenne est de 9,9 °C, avec une amplitude thermique annuelle de 17 °C. Le cumul annuel moyen de précipitations est de 804 mm, avec 12,2 jours de précipitations en janvier et 9,9 jours en juillet. Pour la période 1991-2020, la température moyenne annuelle observée sur la station météorologique de Météo-France la plus proche, « Nancy-Essey », sur la commune de Tomblaine à 8 km à vol d'oiseau, est de 11,0 °C et le cumul annuel moyen de précipitations est de 746,3 mm. 
La température maximale relevée sur cette station est de 40,1 °C, atteinte le 24 juillet 2019 ; la température minimale est de −24,8 °C, atteinte le 21 février 1956,,.
Les paramètres climatiques de la commune ont été estimés pour le milieu du siècle (2041-2070) selon différents scénarios d'émission de gaz à effet de serre à partir des nouvelles projections climatiques de référence DRIAS-2020. Ils sont consultables sur un site dédié publié par Météo-France en novembre 2022.

## Urbanisme

### Typologie
Au 1er janvier 2024, Laître-sous-Amance est catégorisée bourg rural, selon la nouvelle grille communale de densité à sept niveaux définie par l'Insee en 2022.
Elle est située hors unité urbaine. Par ailleurs la commune fait partie de l'aire d'attraction de Nancy, dont elle est une commune de la couronne,. Cette aire, qui regroupe 353 communes, est catégorisée dans les aires de 200 000 à moins de 700 000 habitants,.

### Occupation des sols
L'occupation des sols de la commune, telle qu'elle ressort de la base de données européenne d’occupation biophysique des sols Corine Land Cover (CLC), est marquée par l'importance des territoires agricoles (94,7 % en 2018), en diminution par rapport à 1990 (100 %). La répartition détaillée en 2018 est la suivante : terres arables (72,7 %), prairies (12,9 %), cultures permanentes (9,1 %), zones urbanisées (5,3 %). L'évolution de l’occupation des sols de la commune et de ses infrastructures peut être observée sur les différentes représentations cartographiques du territoire : la carte de Cassini (XVIIIe siècle), la carte d'état-major (1820-1866) et les cartes ou photos aériennes de l'IGN pour la période actuelle (1950 à aujourd'hui).

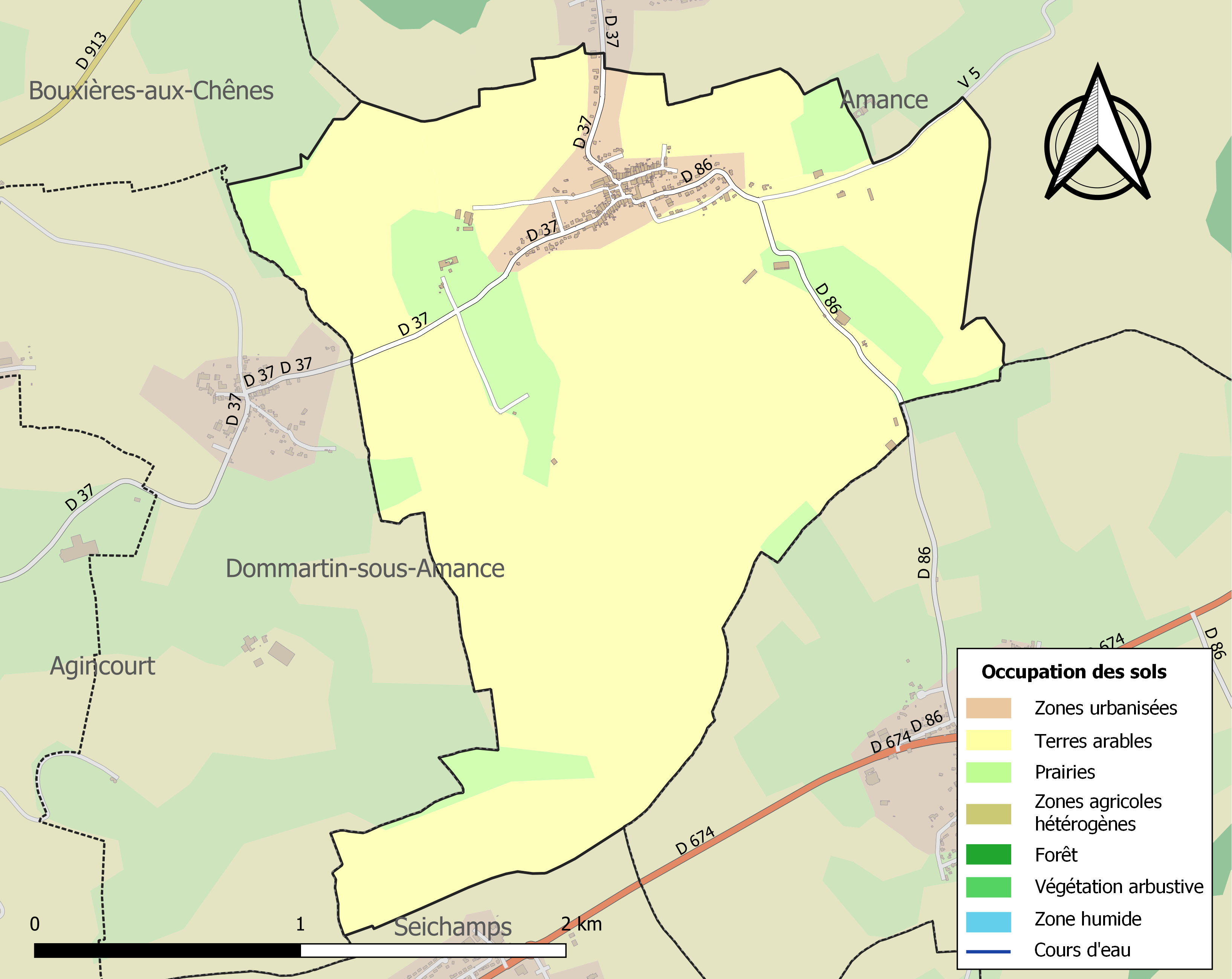
Carte des infrastructures et de l'occupation des sols de la commune en 2018 (CLC).

## Toponymie
Le nom de la localité est attesté sous les formes Ecclesia Sancte Marie sub Asmantia (1137) ; Capella Beate Marie sub Asmantia (1210) ; Laitre-desouz-Amance (1298) ; Laistre-soubz-Amance (1550).

Avec l'agglutination de l'article dès le XIIIe siècle, de l'ancien français, de l'oïl aitre, atrie, aistre issu du latin atrium « entrée », qui signifie « terrain à côté d'un édifice religieux, parvis d'église, cimetière ».
Laître est « sous » Amance.

## Histoire
- Église mentionnée en 1076.
- Existence de 1085 à 1592 d'un prieuré de l'abbaye bénédictine de Saint-Mihiel.

## Politique et administration

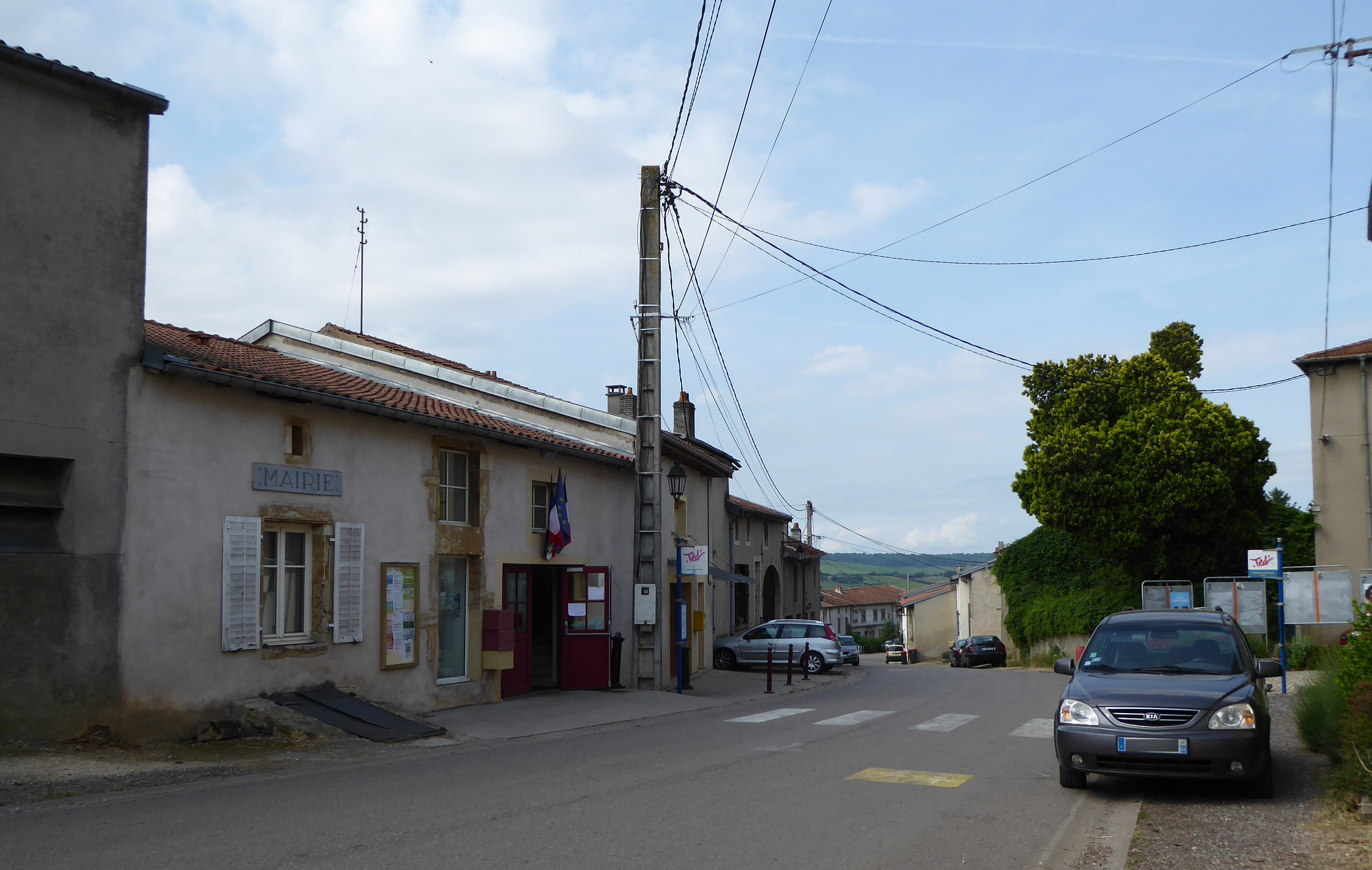
Mairie de Laître-sous-Amance, rue Sophie de Bar

| Période                                  | Période  | Identité         | Étiquette | Qualité |
| ---------------------------------------- | -------- | ---------------- | --------- | ------- |
| Les données manquantes sont à compléter. |          |                  |           |         |
| mars 2001                                | 2014     | Philippe Pottier |           |         |
| 2014                                     | 2020     | Gérard Roch      |           |         |
| mai 2020                                 | En cours | Mickaël Mevellec |           |         |

## Population et société

### Démographie
L'évolution du nombre d'habitants est connue à travers les recensements de la population effectués dans la commune depuis 1793. Pour les communes de moins de 10 000 habitants, une enquête de recensement portant sur toute la population est réalisée tous les cinq ans, les populations de référence des années intermédiaires étant quant à elles estimées par interpolation ou extrapolation. Pour la commune, le premier recensement exhaustif entrant dans le cadre du nouveau dispositif a été réalisé en 2004.

En 2022, la commune comptait 353 habitants, en évolution de −14,32 % par rapport à 2016 (Meurthe-et-Moselle : −0,13 %, France hors Mayotte : +2,11 %).
| 1793 | 1800 | 1806 | 1821 | 1831 | 1836 | 1841 | 1846 | 1851 |
| ---- | ---- | ---- | ---- | ---- | ---- | ---- | ---- | ---- |
| 343  | 362  | 399  | 338  | 357  | 360  | 344  | 345  | 351  |

| 1856 | 1861 | 1872 | 1876 | 1881 | 1886 | 1891 | 1896 | 1901 |
| ---- | ---- | ---- | ---- | ---- | ---- | ---- | ---- | ---- |
| 339  | 348  | 310  | 338  | 336  | 336  | 344  | 314  | 307  |

| 1906 | 1911 | 1921 | 1926 | 1931 | 1936 | 1946 | 1954 | 1962 |
| ---- | ---- | ---- | ---- | ---- | ---- | ---- | ---- | ---- |
| 319  | 319  | 238  | 233  | 218  | 228  | 188  | 208  | 210  |

| 1968 | 1975 | 1982 | 1990 | 1999 | 2004 | 2006 | 2009 | 2014 |
| ---- | ---- | ---- | ---- | ---- | ---- | ---- | ---- | ---- |
| 227  | 252  | 332  | 370  | 389  | 380  | 382  | 367  | 403  |

| 2019 | 2022 | - | - | - | - | - | - | - |
| ---- | ---- | - | - | - | - | - | - | - |
| 366  | 353  | - | - | - | - | - | - | - |

## Culture locale et patrimoine

### Lieux et monuments
- Église Saint-Laurent, du XIIe siècle, romane remaniée, classée au titre des monuments historiques par liste de 1862[23] : façade à portail sculpté XIIe et retable XVe encastré, murs de la nef et du chœur XIe, maître-autel XVIIIe, statue XIVe, voûtes d'ogives XVIe.

### Héraldique, logotype et devise
| Blason de Laître-sous-Amance | Blason  | D'azur aux deux bars adossés d'or, accompagnés en chef d'un écusson d'argent, aux flancs de deux croisettes recroisetées au pied fiché aussi d'or et en pointe d'une lettre M onciale du même.                                                                                                  |
| Blason de Laître-sous-Amance | Détails | Vers 1075 la comtesse Sophie de Bar créa à Laître le prieuré Sainte Marie d'où les bars et les croix recroisetées. Au Moyen Age, Laître s'appelait Sainte Marie sous Amance; le M de Sainte Marie se trouve sous l'écusson des armes d'Amance. Le statut officiel du blason reste à déterminer. |

La devise de la commune est « Latrons et fier de Laître ».[réf. nécessaire]